# Gianluca Fumagalli
Gianluca Fumagalli (* 1955 in Mailand) ist ein italienischer Filmregisseur und Drehbuchautor.

## Leben
Fumagalli schloss in Amerikanischer Literatur ab und studierte anschließend an der „Scuola di Cinema“ seiner Heimatstadt. Erste Arbeiten waren Kurzfilme, bevor er sich vor allem Dokumentationen und Werbespots zuwandte. Sein Spielfilm-Erstling aus dem Jahr 1983, Come dire… gilt als gutes Beispiel für klein budgetiertes, aber dafür ideenreiches Kino.  Sein dritter Film, Café La Mama, wiederum nach eigenem Drehbuch, wurde vollständig in einer Psychiatrischen Anstalt gedreht. Von 1994 bis 1999 lebte Fumagalli in San Francisco, wo er für das italienischsprachige Fernsehen arbeitete. Nach der 2001 entstandenen Komödie Quasi quasi drehte er 2008 für das Fernsehen die Serie Così fan tutte.

## Filmografie (Auswahl)
- 1983: Come dire…
- 1991: Café La Mama
- 2008: Così fan tutte (Fernsehserie)